# Roitham am Traunfall
Roitham am Traunfall là một đô thị ở huyện Gmunden bang Oberösterreich, nước Áo. Đô thị này có diện tích 21,02 km², dân số thời điểm ngày 1 tháng 1 năm 2017 là 2002 người.